# City of Sydney
City of Sydney är en kommun i Australien. Den ligger i delstaten New South Wales, i den sydöstra delen av landet, nära delstatshuvudstaden Sydney. Antalet invånare var 208 374 vid folkräkningen 2016. Arean är 27 kvadratkilometer.
City of Sydney omfattar följande stadsdelar:
- Sydney central business district
- Redfern
- Darlinghurst
- Pymble
- Haberfield
- Alexandria
- Haymarket
- Chippendale
- North Turramurra
- Darlington
- Dawes Point